# Eil Malk
Eil Malk también llamada Mecherchar es la isla principal de las Islas Mecherchar, un archipiélago de Palaos en el Océano Pacífico. En un sentido más estricto, solo la península del sudeste de Mecherchar se llama Eil Malk. Se encuentra a 23 kilómetros al sureste de Koror cerca del arrecife de Palau.

## Características
Esta isla densamente arbolada tiene la forma de una letra Y, es de hasta 6 km de largo y 4,5 km de ancho. Hay más de 10 pequeños lagos en la isla. El más conocido es el Lago de las Medusas en el este de la isla.
Eil Malk está deshabitada, pero se cree ha habido por lo menos un pueblo, o tal vez tres pueblos en el período comprendido entre los años 1200 y 1450.